# 索尼经典电影

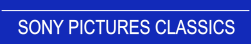
索尼经典電影的官方標誌

索尼经典電影（英語：Sony Pictures Classics）是由索尼公司创建，索尼影視娛樂旗下的一个品牌，专门发行文艺片和獨立製片，以及代理非美國好萊塢本土製作的海外電影。